# سليمان باشا الصغير
سليمان باشا الصغير سياسي عثماني من مماليك العراق أصبح والياً على بغداد من سنة (1222 ه‍/1807م) إلى (1225 ه‍/1810 م) خلفاً لخاله المقتول الداماد علي باشا الكتخدا. وقد خلفه عبد الله آغا التوتونجي الخزنة دار السابق على بغداد.

## لمحة تاريخية
ان الوزير سليمان باشا الصغير كان من قلائل الوزراء الأخيار الذين راعوا حقوق الأفراد وأمروا بالمعروف ونهوا عن المنكر، واصلحوا حالة المجتمع...إلا ان سلطة الحكومة لم تناصره، بل لا تريد مساعدته في مشروع يفسد عليها إدارتها ويكون قدوة مثلى، وانما بذلت الجهود للقضاء عليه وإحباط مساعيه، لا سيما بعد ان عرفت أنه حاول إصلاح القضاء، والسلوك الديني المرضي اتباعاً للسلف الصالح، والطريقة المثلى.
كانت مدة وزارته بانضمام أيام القائممقامية ثلاث سنوات وشهرين وخمسة وعشرين يوماً. وعمره نحو خمس وعشرين سنة. وهو في حد ذاته صاحب مروءة، ولا يميل إلى الظلم والتعدي، وهو بشوش ومتواضع، رقيق القلب، رؤوف وحليم. وكان وقاد الذهن ذكياً، شجاعاً وجلداً، ومقبولاً من الكل.

## نزاعه مع قبيلة الرولة
في سنة 1224هـ/1809م استولى الدريعي بن شعلان على قافلة قادمة من دمشق متجهة إلى بغداد، فغضب الوالي سليمان باشا من ذلك، فاحتال على الدريعي إلى أن قدم إليه، فاعتقله وطلب منه لاطلاق سراحه ألفي جمل وخمسة آلاف رأس غنم وخمسين فرسًا كحيلة وعشرين هجين، وإلا سيقتله. وافق الدريعي فأطلقه الباشا وأخذ ابنه صحن رهينة عنده إلى أن يحضر المطلوب. فأحضر الدريعي جميع ما طلبه الباشا دون نقصان، فأطلق الوالي الباشا سراح إبنه، فلما وصل ابن الدريعي إلى أبيه قام بنهب أول قافلة للباشا وقعت عينه عليها، وكانت قادمة من حلب إلى بغداد، وبدأ يضيق الخناق على بغداد انتقامًا من الباشا. فبدأ سليمان باشا بالقيام بحملة عسكرية كانت غالية الكلفة، ولكنها تؤمن لشمر مد السيطرة على الجزيرة العليا من جبل سنجار إلى نهر البليخ، وكانت شمر بقيادة شيخها فارس الجربا تريد مد نفوذها إلى الغرب أبعد من الخابور. فوافق الوالي حيث كان يريد التخلص من قبائل شمر وطيء وكذلك كسر قبيلة الرولة. وأرسل جيشا من ستة آلاف خيال وجندي بقيادة أخوه بالرضاع «أحمد بك باشايوغ» وضمت قوات من قبيلة شمر بقيادة فارس الجربا وكذلك قبائل البوحمدان والعبيد وقوات كردية بقيادة تيمور باشا الملي وانضمت إليها قوات سليمان باشا بابان متصرف كوي سنجق. ومهمة تلك القوات تأديب قبائل الظفير وشيخها الشايوش بن عفنان السويط والرولة وشيخها الدريعي بن شعلان، ولكن الحملة واجهت مقاومة شديدة من قبائل الظفير والرولة. فالتقى الجمعان في العين بلدة بالقرب من نهر البليخ بين حران ونصيبين، وتنازلوا عدة أيام، وأيقنت عنزة والظفير بالكسر، فندب بعضهم بعضًا، وكروا كرة واحدة على جموع أهل العراق، فهزموهم شر هزيمة، وكان النصر من نصيب الظفير وعنزة.  وقد تسبب ذلك في نزوح بعض عشائر شمر إلى الضفة اليمنى من الفرات يوم 25 محرم 1224هـ/ ديسمبر 1809م، فاستأذنوا الإمام سعود بالعودة فأذن لهم. لكنه لم يأذن لفارس بدخول نجد.

## أعماله
ولما تولى الوزارة كانت أعماله حسنة مع أهل بغداد، وقد منع قضاة أعماله من أخذ العشور، ورتب لهم مالاً معلوماً من بيت المال. وحظي عنده الشيخ علي بن محمد السويدي العالي الإسناد...قال: بعد ان أثني عليه: وسمعته يقول إنه عباسي النسب فهو على ما قال من أشرف العرب.
وقال بعد قتله: فمذ قَتَلَه الدفاعي، وأخبر بموته الناعي، كثر عليه الأسف، وذرف عليه كل طرف..فأغصان الفضل بموته ذوابل، وأجفان الفضل عليه هواطل، وأقمار العدل اذ أفل أوافل...فهو أبطل الكثير من العوائد الذميمة، فقد منع القضاة مما يوبقهم في النار.
أنه في حد ذاته ذو أخلاق حسنة، وعدل، فقد ألغى رسم التحصيلية، وخدمة المباشرية، والمصادرات، وضبط المخلفات وأمثال ذلك من الرسوم القديمة والحادثة، ومنع كافة العقوبات ما عدا الإعدام. وكذا أزال السرقة، وقطع الطريق وما شاكل من الحالات الفجيعة. وبذلك زال العناء من الناس... إلا أنه نظراً لحداثة سنه لم ينظر بعيداً في بعض الأمور يضاف إلى ذلك إلقاءات بعض قرنائه فسقط في حب دعوى التفرد. فتوالت المصائب عليه، لحد أن حالت محمد سعيد أفندي المشهور، وكان يخطط للقضاء على المماليك وحكمهم، وهو من دهاة عصره ومن يعد في مقدمتهم اتخذ معه تدابير حكيمة فاخرج بغداد من قبضته وقضى عليه، ولم يبلغ حدود الثلاثين من عمره...قد حارب اليزيدية، وعشيرة الظفير وانه رجع مخذولاً في حربهما. وان حركته هذه بفيلق عظيم تجاوز حدود إيالته إلى إيالات أخرى، مما أغضب وكلاء الدولة لا سيما أنه لم يقم بما تعهد به من بدل مخلفات (أموال) سليمان باشا وعلي باشا، فأهمل الأداء ما عليه من الأموال.

## المعركة الأخيرة
فأرسلت الدولة حالت أفندي الرئيس السابق للمطالبة، فوصل إلى بغداد فلم تؤثر بالوزير أقواله فعاد إلى الموصل، فمكث فيها ثم كتب إلى عبد الرحمن باشا. وهذا جاءه بجيش يتجاوز العشرة آلاف بين خيالة ومشاة وجلب معه (عبد الله آغا) الخازن وكان في السليمانية، وهذا من عتقاء سليمان باشا الكبير، وله حق السبق بالنظر لأقرانه. فنصبه حالت أفندي قائممقاماً وتوجه إلى بغداد وصار الجيش في أطرافها وحواليها، فحدثت معركة بين جيش الوزير وجيش حالت أفندي فكانت وبيلة جداً، ولم يدخر أحد منهما وسعاً. وأن عبد الرحمن باشا إنسحب إلى جانب وظهرت بوادر النجاح لسليمان باشا ولكن جيشه تفرق عنه بلا سبب ليلاً مما ولد حيرة وعلى هذا سار ومعه 15 من أغوات الداخل فعبر نهر ديالى.

## مقتله
وحينئذ خرج خائفاً وضرب في البادية هائماً بيأس وحرمان ومضى لجهة ديالى وغرضه الذهاب إلى شيخ المنتفق حمود الثامر، فعبر إلى الجانب الشرقي من نهر ديالى ووصل إلى (عشيرة الدفافعة). فرأت الفرصة سانحة للحصول على السمعة فقتلوا الوزير سليمان باشا وقطعوا رأسه فجاؤوا به إلى عبد الرحمن باشا. ولم يفعل من العرب فعلة هذه العشيرة، وأن القاتل (علي الشعيب من البونجاد). وورد رأسه المقطوع إلى إسطنبول في يوم الخميس 10 شوال 1225 ه‍، الموافق 7 نوفمبر/ تشرين ثاني 1810 م.وتذكر بعض المصادر انه قتل على يد الدفافعة، وهم من شمر طوقة. ثم تولى من بعده عبد الله آغا الخزنة دار السابق، ولاية بغداد. ويسمى في بعض المراجع عبد الله باشا التوتونجي (التوتنجي).